# Alibánfa
Alibánfa község Zala vármegyében, a Zalaegerszegi járásban. 1871-ben Alibánfa egyesült Lukafa kisközséggel.

## Fekvése

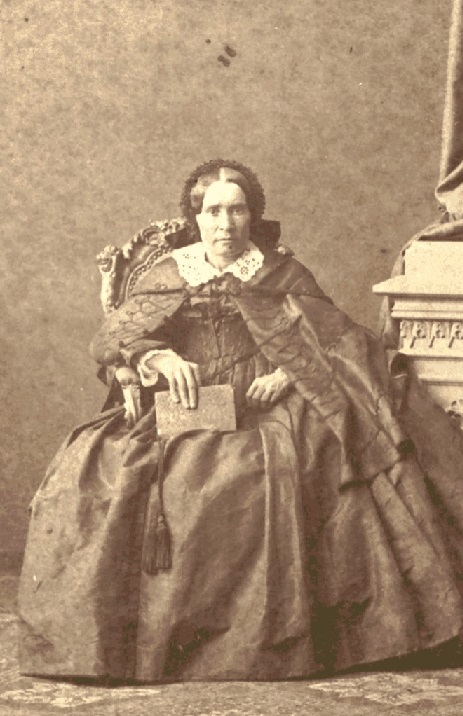
Nemesvitai Viosz Kunigunda (1817–1865) asszony, nemes Vida Lajos (1821–1874), lukafai földbirtokosnak a hitvese.

Zalaegerszegtől 11 kilométerre északkeletre, a Zala folyó mentén helyezkedik el. A települést keleten és nyugaton szőlőhegyek veszik körül.
Belterületén a 7354-es út halad végig észak-déli irányban, de északi peremén elhalad a Sümeg-Zalaegerszeg közti 7328-as út is.
Sűrű autóbusz-összeköttetésben áll a megyeszékhellyel, Zalaegerszeggel. A község közvetlen közelében (közigazgatási területére részben át is nyúlva) található a Bajánsenye–Zalaegerszeg–Ukk–Boba-vasútvonal zalaszentiváni vasútállomása.

## Története
Első fennmaradt írásos említése 1414-ből való, „Possessio Olywanchfalwa” néven. Az Alibán előtag az Olivant francia személynévből, a falu hajdani földbirtokosának nevéből ered.
A 16. században a törökök többször pusztítottak a településen, amely a század végére teljesen lakatlanná vált.
1699. november 6.-án I. Lipót magyar király földbirtokot adományozott tarródi és németszecsődi Tarródy Mihálynak és feleségének, alsóeőri Farkas Mihály özvegyének, ságodi Péter Évának; az adományozásból kimaradt Farkas Mihály és ságodi Péter Éva három fiúgyermeke boldogfai Farkas János, Péter és István, akik később perelték be mostohaapjukat, Tarródy Mihályt.
1716-ban III. Károly magyar király adományozott földbirtokot a Boldogfai Farkas családnak, és a falu fokozatosan újratelepült .
1790-ben a nemesi összeirásban Tarródy Sándor fia Tarródy István egyetlen alibánfai földbirtokosként szerepel.  Egy későbbi összeírásban, 1829-ben a Tarródy család már nem szerepel, helyette feltűnnek néhai Koltay Károly gyermekei, Koltay József, Károly, László és István, egyházasbüki Simon József (1775-1827), táblabíró, földbirtokos, a néhai, Egyházasbükön lakó Simon János fia Sipos József és testvére László. Egyházasbüki Simon József (1775-1827), táblabíró, és orosztonyi Farkas Anna gyermekei a Háshágyon bekönyvelt Ozmánbükön születtek, amelynek a középkori neve "Egyházasbük" volt.
1871-ben Alibánfa egyesült a szomszédos Lukafa kisközséggel.
Az 1950-es évek óta Alibánfa lakosságának jelentős része Zalaegerszegre jár dolgozni. Közigazgatási és oktatási intézmények Zalaszentivánon vannak.
A településen polgárőrség működik.

## Nevezetessége
Római katolikus műemlék jellegű templom a Fő úton. A falu első templomát 1757-ben kezdték építeni, és 1777-re lett kész, de ez a templom a 19. században  elpusztult. 1854-ben új, klasszicista templomot emeltek. A templom két kis gyertyatartója barokk. A templomot 1864-ben bővítették, 1937-ben pedig renoválták. Ekkor készültek freskói, amelyek Szent Györgyöt és Alexandriai Szent Katalint ábrázolják.

## Közélete

### Polgármesterei
- 1990–1994: Cziráki Imre (független)[9]
- 1994–1998: Németh László (független)[10]
- 1998–2002: Németh László (független)[11]
- 2002–2006: Németh László (független)[12]
- 2006–2010: Németh László (független)[13]
- 2010–2014: Cziráki Imre (független)[14]
- 2014–2019: Blaskovics László Csaba (független)[15]
- 2019–2024: Blaskovics László Csaba (Fidesz-KDNP)[16]
- 2024– : Blaskovics László (Fidesz-KDNP)[1]

## Népesség
A település népességének alakulása:
| Lakosok száma | 407  | 404  | 394  | 380  | 415  | 411  | 436  |
|               | 2013 | 2014 | 2015 | 2021 | 2022 | 2023 | 2024 |

A 2011-es népszámlálás idején a nemzetiségi megoszlás a következő volt: magyar 94,4%, cigány 4,3%. A vallási megoszlás: 80% római katolikus, 3% református. 3,5% felekezeten kívülinek vallotta magát.
2022-ben a lakosság 93,5%-a vallotta magát magyarnak, 3,4% cigánynak, 1% ukránnak, 0,7% németnek, 0,5% románnak, 1,7% egyéb, nem hazai nemzetiségűnek (6,5% nem nyilatkozott; a kettős identitások miatt a végösszeg nagyobb lehet 100%-nál). Vallásuk szerint 54,5% volt római katolikus, 2,9% református, 1,4% evangélikus, 0,2% görög katolikus, 0,2% ortodox, 1% egyéb keresztény, 1,4% egyéb katolikus, 6% felekezeten kívüli (32,3% nem válaszolt).